# Жовжеренко Андрій Іванович
Андрій Іванович Жовжеренко (нар. 16 лютого 1971, Радсад, СРСР) — радянський та український футболіст, півзахисник, пізніше — тренер.

## Кар'єра гравця
У футбол розпочинав грати в ДЮСШ села Радсад під керівництвом Богдана Шота. У 14 років гравця запросили в ДЮСШ «Суднобудівник» в групу Олександра Чунихіна. З 15 років Жовжеренко виступав у дорослих змаганнях (чемпіонат області й першість УРСР серед колективів фізкультури) в клубній команді «Суднобудівника», яку тренував Олександр Патрашко. У 1989 році Патрашко увійшов до тренерського штабу дорослої команди «корабелів» і перевів у неї молодих Бугая й Жовжеренко. Так у 18 років у виїзному матчі з павлоградським «Шахтарем» Андрій дебютував у чемпіонаті СРСР. За два сезони, проведені в другій лізі, зіграв 40 матчів. Під час військової служби виступав в одеському СКА.
У чемпіонатах України виступав у командах «Евіс», «Артанія», «Таврія» (Херсон), «Хімік» (Житомир), «Олімпія ФК АЕС» і «Олком». У 1998 році зіграв три матчі у вищій лізі чемпіонату України за СК «Миколаїв». Дебют - 7 липня 1998 року СК «Миколаїв» - «Нива» (Тернопіль), 0:1.
В середині 90-х років Жовжеренко виступав в чемпіонаті Росії за «Сахалін» (Холмськ).

## Кар'єра тренера
З 2003 року працював у СДЮШОР «Миколаїв». Разом зі Станіславом Байдою вивів команду школи, в якій грали футболісти 1994 року народження, у вищу лігу ДЮФЛУ. На даний час Андрій Іванович Жовжеренко працює в ДЮСШ № 5 міста Миколаєва.

## Досягнення
- Аматорський чемпіонат України
  -  Чемпіон (1): 1999 («Дністер»)
  -  Бронзовий призер (1): 2002 («Водник»)